# Horloge épigénétique
 (octobre 2024).
Une horloge épigénétique est un test biochimique mesurant l'accumulation de groupes méthyles sur l'ADN pour fournir un âge distinct de l'âge réel et plus représentatif de l'état de santé.

## Histoire
Les conséquences de l’âge sur les niveaux de méthylation de l’ADN sont connus depuis la fin des années 1960. Une vaste littérature décrit des ensembles de CpG dont les niveaux de méthylation sont corrélés à l'âge,,,,. La première démonstration solide que les niveaux de méthylation de l'ADN dans la salive pouvaient générer une prédiction de l'âge avec une précision moyenne de 5,2 ans a été publiée par une équipe de l'UCLA comprenant Sven Bocklandt, Steve Horvath et Eric Vilain en 2011 (Bocklandt et al. 2011),. Les laboratoires de Trey Ideker et Kang Zhang de l'Université de Californie à San Diego ont publié l'horloge épigénétique Hannum (Hannum 2013), qui se compose de 71 marqueurs qui estiment avec précision l'âge en fonction des niveaux de méthylation de l'ADN dans le sang. La première horloge épigénétique multitissulaire, l'horloge épigénétique de Horvath, a été développée par Steve Horvath, professeur de génétique humaine et de biostatistique à l'UCLA (Horvath 2013),. Horvath a passé plus de 4 ans à collecter des données publiques Illumina de méthylation de l'ADN et à identifier des méthodes statistiques appropriées.
L'histoire personnelle derrière la découverte a été présentée dans Nature. L'estimateur d'âge a été développé à l'aide de 8 000 échantillons provenant de 82 ensembles de données Illumina de méthylation de l'ADN, englobant 51 tissus et types de cellules. L'innovation majeure de l'horloge épigénétique de Horvath réside dans sa large applicabilité : le même ensemble de 353 CpG et le même algorithme de prédiction sont utilisés quelle que soit la source d'ADN au sein de l'organisme, c'est-à-dire qu'ils ne nécessitent aucun ajustement ni décalage. Cette propriété permet de comparer l’âge de différentes zones du corps humain en utilisant la même horloge épigénétique. Peu de temps après, une dérivation de l'horloge d'Horvath, l'IEAA (Intrinsic Epigenetic Age Acceleration), un estimateur basé sur la composition cellulaire du sang, a été développée.
Une deuxième génération d’horloges épigénétiques est apparue quelques années plus tard et a amélioré la première en matière d’estimation de l’âge. Cela est dû à l’incorporation non seulement de variantes épigénétiques telles que la méthylation de l’ADN, mais aussi de variantes environnementales telles que le tabagisme ou l’âge chronologique. Parmi ces horloges, les horloges PhenoAge et GrimAge se distinguent. PhenoAge est une horloge épigénétique qui prend en compte l'âge chronologique, et GrimAge utilise les risques de mortalité liés à l'âge ainsi que le tabagisme, entre autres, comme facteurs de risque. La prise en compte des variantes environnementales permet à GrimAge de surpasser toute autre horloge épigénétique dans la « prédiction de la mort ».
Les horloges épigénétiques de troisième génération sont conçues pour être applicables simultanément à plusieurs espèces. Plus précisément, les horloges épigénétiques pan-mammifères déterminent l’âge des tissus de toutes les espèces de mammifères en analysant la méthylation de la cytosine dans les régions de l’ADN qui sont hautement conservées.
De nouveaux outils d’estimation de l’âge continuent à être développés, facilitant également le pronostic de certaines maladies.

## Les loci les plus fortement associés à l'âge

### ELOVL2
- Elongation Of Very Long Chain Fatty Acids- Like 2 est un gène qui code pour une protéine transmembranaire qui joue un rôle dans la synthèse des VLCFA [15]. L'inhibition de son expression a été associée à un vieillissement accru de la rétine chez la souris tandis que l'augmentation de son expression a entraîné un vieillissement plus lent de la rétine [16]. Les sites de méthylation dans la région promotrice de ce gène font systématiquement partie des sites les plus corrélés à l'âge dans différentes études [17],[18],[19]. La méthylation dans ces sites augmente avec l’âge, ce qui réduit l'expression du gène[20].

### FHL2
Four-and-a-Half LIM domain protein 2 est un gène impliqué dans la transduction du signal. L’augmentation de son expression a été associée à l’obésité . La méthylation de son promoteur est également fortement corrélée à l’âge dans de nombreuses études ,,. Dans ce cas, la méthylation, qui augmente avec l'âge , est associée à une augmentation de l'expression de FHL2  mais étonnamment aussi à une expression diminuée dans certains tissus .